# سیارک ۱۱۲۸۸
سیارک ۱۱۲۸۸ (به انگلیسی: 11288 Okunohosomichi، نامگذاری:1990XU)۱۱۲۸۸مین سیارک کشف شده‌است که در ۱۰ دسامبر ۱۹۹۰ کشف شد.